# 龐塞島
63°18′S 57°53′W / 63.300°S 57.883°W
龐塞島（英語：Ponce Island），是南極洲的島嶼，屬於迪羅克群島的一部分，處於奧爾蒂斯島以東0.2公里和拉戈島東南面0.6公里，由威斯康星大學麥迪遜分校地質學會命名，現時由南極條約體系管理。